# Camellia lawii
Camellia lawii är en tvåhjärtbladig växtart som beskrevs av Joseph Robert Sealy. Camellia lawii ingår i släktet Camellia och familjen Theaceae. Inga underarter finns listade i Catalogue of Life.